# Сырчины
Сырчины — деревня в Нагорском районе Кировской области в составе Чеглаковского сельского поселения.

## География
Находится на расстоянии примерно 22 километра по прямой на запад-юго-запад от районного центра поселка Нагорск.

## История
Упоминается с 1891 года. В 1905 году дворов 9 и жителей 70, в 1926 12 и 70, в 1950 11 и 46. В 1989 году учтено было 3 жителя.

## Население
Постоянное население  составляло 7 человек (русские 100%) в 2002 году, 2 в 2010.